# میکروسکوپ هم-کانونی
میکروسکوپ هم-کانونی یا میکروسکوپ کانفوکال، میکروسکوپ اسکن لیزری کانفوکال (CLSM) یا میکروسکوپ اسکن کانفوکال لیزری (LCSM)، یک روش تصویربرداری نوری برای افزایش وضوح نوری و کنتراست میکروگراف با استفاده از فیلتر سوراخ فضایی Spatial pinhole برای جلوگیری از ورود نور خارج از کانون در شکل‌گیری تصویر است. گرفتن چندین عکس دو بعدی در اعماق مختلف در یک نمونه، امکان بازسازی ساختارهای سه بعدی (فرایندی را دارد که به عنوان تقسیم نوری شناخته می‌شود) در داخل یک شی وجود دارد. این روش به‌طور گسترده در تحقیقات علمی و صنعتی مورد استفاده قرار می‌گیرد و کاربردهای معمول آن در علوم زیستی، نیمه رسانا و علم مواد است.
نور در میکروسکوپ معمولی تا آنجا که می‌تواند به داخل نمونه نفوذ کند عبور می‌کند، درحالی که یک میکروسکوپ هم‌کانونی فقط یکبار یک پرتوی نور کوچکتر را در یک سطح با عمق مشخص متمرکز می‌شود. CLSM به یک عمق تمرکز کنترل شده و بسیار محدود دست می‌یابد.

## مفهوم اساسی

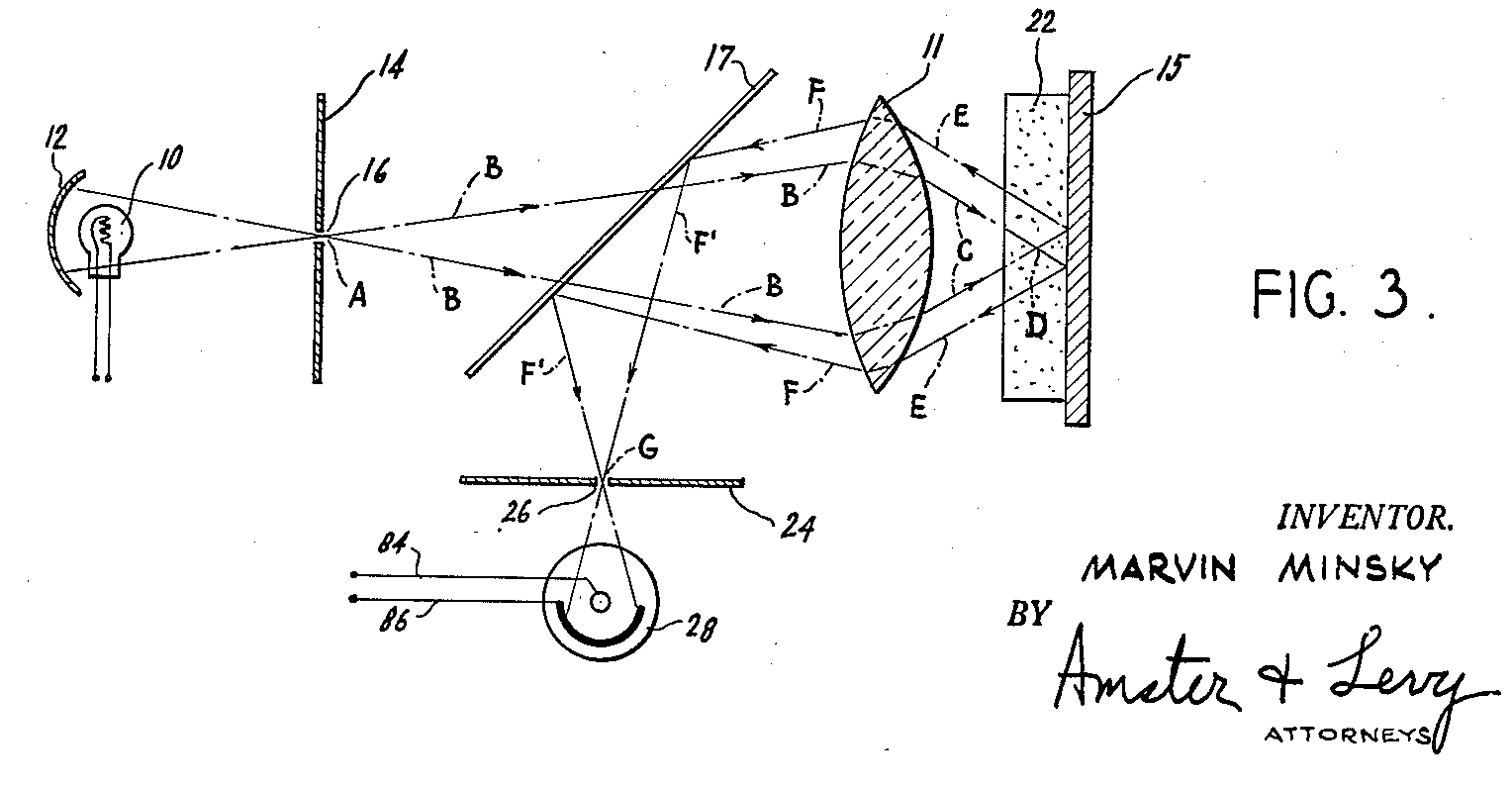
اصل سنسور نقطه هم‌کانونی از حق ثبت اختراع مینسکی

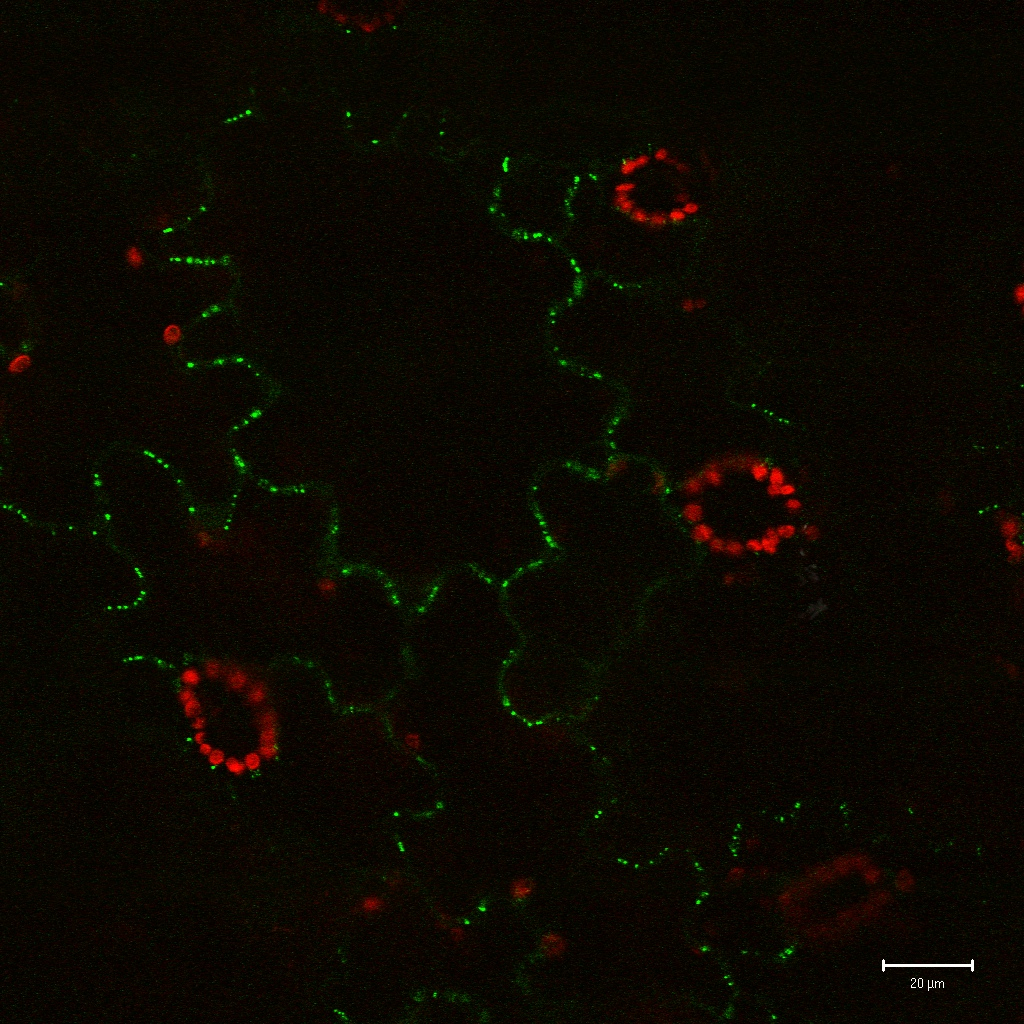
پروتئین تراریخته GFP که در Nicotiana benthamiana بیان می‌شود. فلورسانس توسط میکروسکوپ هم‌کانونی قابل مشاهده است.

اصل تصویربرداری هم‌کانونی در سال ۱۹۵۷ توسط ماروین مینسکی ثبت شد و هدف آن غلبه بر برخی از محدودیت‌های میکروسکوپ‌های فلورسانس دید وسیع معمولی است. در یک میکروسکوپ فلورسانس معمولی (به عنوان مثال، میدان وسیع)، کل نمونه به‌طور مساوی از منبع نور روشن می‌شود. تمام قسمتهای نمونه می‌توانند همزمان برانگیخته شوند و فلورسانس حاصل توسط دستگاه ردیاب نوری یا دوربین میکروسکوپ از جمله یک قسمت بزرگ فاقد تمرکز شناسایی می‌شود. در مقابل، میکروسکوپ هم‌کانونی برای حذف سیگنال خارج از فوکوس از یک نقطه نوری متصل در مقابل آشکارساز از روشنایی نقطه ای استفاده می‌کند (به عملکرد تابع نقطه گستر مراجعه کنید) و یک سوراخ سوزنی Pinhole - نام «کانفیکال» از این پیکربندی نشات می‌گیرد و بخش مهم از میکروسکوپ کانونی می‌باشد. از آنجا که تنها نوری که توسط فلورسانس بسیار نزدیک به صفحه کانونی تولید می‌شود قابل تشخیص است، وضوح نوری تصویر، به ویژه در جهت عمق نمونه، بسیار بهتر از میکروسکوپ‌های میدان وسیع است. با این حال، همان‌طور که مقدار زیادی از نور فلورسانس نمونه در فیلتر سوراخ سوزنی مسدود می‌شود، این افزایش وضوح به قیمت کاهش شدت سیگنال است - بنابراین اغلب به نوردهی طولانی نیاز است. برای جبران این افت سیگنال بعد از سوراخ سوراخ، شدت نور توسط یک ردیاب حساس، معمولاً یک لامپ فوتوفزون‌گر یا (PMT) یا فوتودیود بهمن یا (SPAD)، شناسایی می‌شود و سیگنال نور را به سیگنال الکتریکی تبدیل می‌کند.
از آنجا که فقط یک نقطه از نمونه به‌طور هم‌زمان روشن می‌شود، تصویربرداری دو بعدی یا سه بعدی نیاز به اسکن روی یک رستر معمولی (یعنی یک الگوی مستطیل شکل از خطوط اسکن موازی) در نمونه دارد. پرتو با استفاده از یک یا چند آینه نوسانی (کنترل سروو) در سطح افقی در سطح نمونه اسکن می‌شود. این روش اسکن معمولاً تأخیر واکنش پایینی دارد و سرعت اسکن نیز می‌تواند متفاوت باشد. اسکن کندتر نسبت سیگنال به نویز بهتری را ارائه می‌دهد و نتیجه آن کنتراست بهتر است.
ضخامت قابل دستیابی صفحه کانونی بیشتر توسط طول موج نور مورد استفاده تقسیم شده توسط دیافراگم عددی عدسی هدف، بلکه همچنین توسط خصوصیات نوری نمونه تعریف می‌شود. برش نوری نازک ممکن این نوع میکروسکوپ‌ها را به ویژه در تصویربرداری سه بعدی و مشخصات سطح نمونه‌ها خوب می‌کند.
برش‌های پی در پی در بعد سوم یا "z-stack" را تشکیل می‌دهند، که می‌تواند برای ایجاد یک تصویر سه بعدی پردازش شود، یا در یک پشته 2D ادغام شود (عمدتاً حداکثر شدت پیکسل گرفته می‌شود، سایر روش‌های معمول شامل استفاده از انحراف استاندارد یا جمع‌بندی پیکسل)
میکروسکوپ هم‌کانونی ظرفیت برش مستقیم، غیرتهاجمی یعنی بدون آسیب به نمونه، تصاویر لایه لایه سریالی نمونه‌های سالم، ضخیم و زنده با حداقل آماده‌سازی نمونه و همچنین بهبود حاشیه ای در وضوح جانبی را در مقایسه با میکروسکوپ میدان وسیع فراهم می‌کند. نمونه‌های زیستی اغلب با رنگهای فلورسنت تحت درمان قرار می‌گیرند تا اشیا انتخاب شده قابل مشاهده باشند. با این حال، غلظت واقعی رنگ می‌تواند کم باشد تا اختلال در سیستم‌های بیولوژیکی به حداقل برسد: برخی از ابزارها می‌توانند مولکول‌های فلورسنت منفرد را ردیابی کنند. همچنین، تکنیک‌های تراریخته می‌توانند موجوداتی را ایجاد کنند که مولکول‌های کایمریک فلورسنت خود را تولید می‌کنند (مانند تراریخته پروتئین سبز GFP، پروتئین فلورسنت سبز با پروتئین مورد علاقه). میکروسکوپ‌های هم‌کانونی بر اساس اصل تحریک نقطه در نمونه (نقطه پراش محدود) و تشخیص نقطه سیگنال فلورسنت حاصل کار می‌کنند. یک سوراخ فضایی در آشکارساز یک مانع فیزیکی ایجاد می‌کند که فلورسانس خارج از کانون را مسدود می‌کند. فقط نقطه کانونی یا نقطه مرکزی دیسک Airy ثبت شده‌است. اسکن رستر نمونه ای یک بار در هر زمان، اجازه می‌دهد تا بخشهای نوری نازک با تغییر ساده فوکوس z جمع شوند. تصاویر حاصل را می‌توان روی هم قرار داد و یک تصویر سه بعدی از نمونه تولید کرد.

## تکنیک‌های مورد استفاده برای اسکن افقی

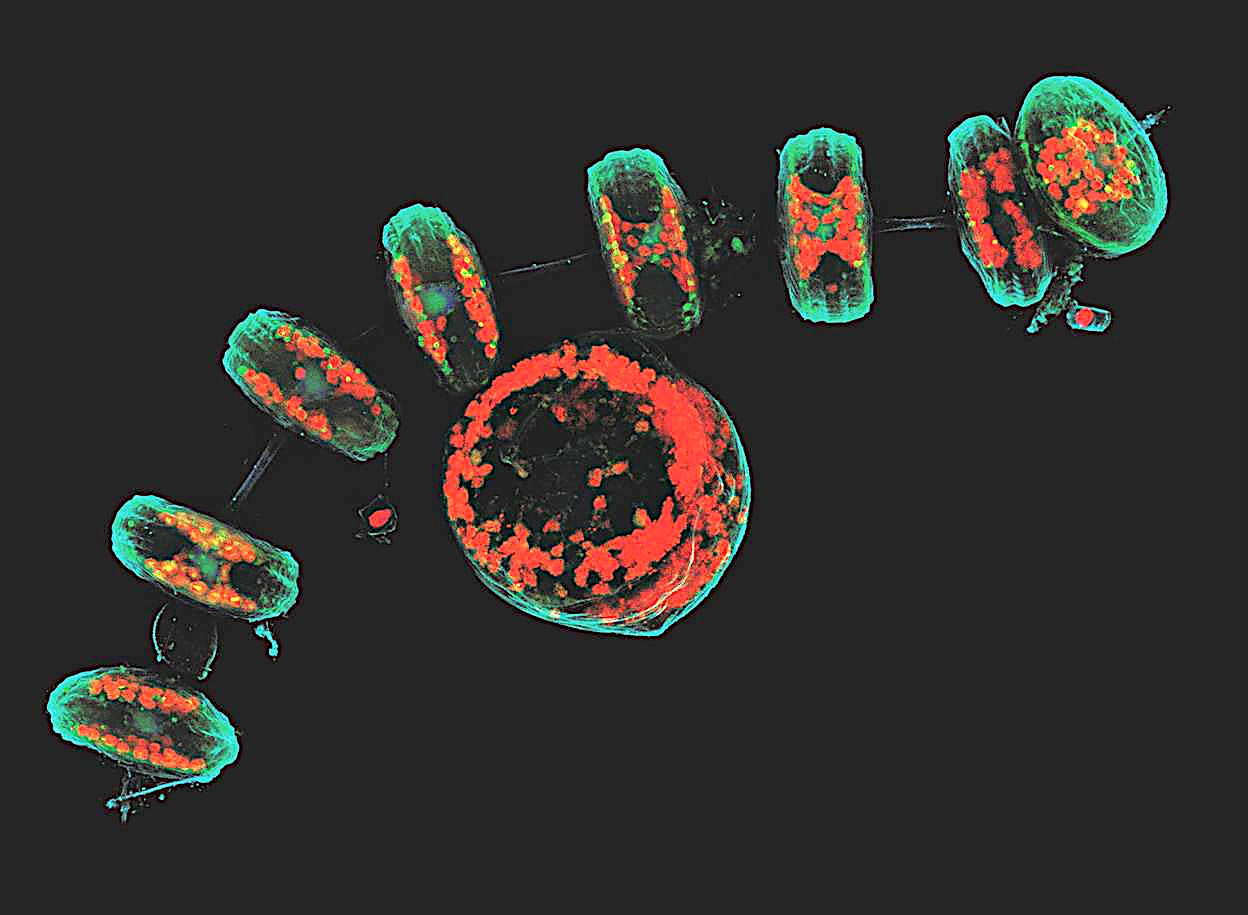
این تصویر هم‌کانونی، که در مرکز میکروسکوپ نوری EMBL گرفته شده، گروهی از دیاتوم‌ها را با دیواره‌های سلول فیروزه ای، کلروپلاست‌های قرمز، DNA آبی و غشاهای سبز و اندامک‌ها نشان می‌دهد.

چهار نوع میکروسکوپ هم‌کانونی به صورت تجاری در دسترس است:
میکروسکوپ‌های اسکن لیزری هم‌کانونی از چندین آینه (به‌طور معمول ۲ یا ۳ اسکن بصورت خطی در امتداد محورهای x و y) برای اسکن لیزر در نمونه استفاده می‌کنند و تصویر را از طریق سوراخ سوراخ و آشکارساز ثابت «اسکن» می‌کنند.
میکروسکوپ‌های هم‌کانونی دیسک چرخان (دیسک Nipkow) از یک سری سوراخ‌های متحرک روی دیسک برای اسکن نقاط نور استفاده می‌کنند. از آنجا که یک سری سوراخ سوراخ یک منطقه را به‌طور موازی اسکن می‌کند، هر سوراخ سوراخ مجاز است که برای مدت زمان طولانی در یک منطقه خاص قرار بگیرد و در نتیجه انرژی تحریک مورد نیاز برای روشن کردن یک نمونه را در مقایسه با میکروسکوپ اسکن لیزر کاهش می‌دهد. انرژی تحریک کاهش را کاهش می‌دهد سمیت نوری و رنگ بری نوری از یک نمونه اغلب آن را به سیستم مورد نظر برای تصویربرداری از سلول‌های زنده یا موجودات زنده است.
میکروسکوپ‌های هم‌کانونی دیسک در حال چرخش تقویت شده یا دو میکروسکوپ تحت همان اصول میکروسکوپ هم‌کانونی چرخش دیسک کار می‌کنند، به جز یک دیسک چرخشی دوم حاوی میکرو لنزها قبل از چرخش چرخشی حاوی سوراخ سوراخ قرار می‌گیرد. هر سوراخ سوراخ دارای یک میکرولن مرتبط است. میکرو لنزها برای گرفتن یک باند وسیع از نور و تمرکز آن در هر سوراخ سوراخ، میزان نور هدایت شده به هر سوراخ را افزایش می‌دهند و میزان نور مسدود شده توسط دیسک چرخان را کاهش می‌دهند. میکروسکوپ‌های هم‌کانونی افزایش یافته Microlens به‌طور قابل توجهی حساس تر از سیستم‌های دیسک چرخشی استاندارد هستند. Yokogawa Electric این فناوری را در سال ۱۹۹۲ اختراع کرد.
میکروسکوپ‌های آرایه‌ای قابل برنامه‌ریزی (PAM) از یک مدولاتور نور مکانی (SLM) با کنترل الکترونیکی استفاده می‌کند که مجموعه ای از سوراخ‌های متحرک را تولید می‌کند. SLM دستگاهی است که شامل آرایه‌ای از پیکسل‌ها با مقداری خاصیت (کدری، بازتابندگی یا چرخش نوری) از پیکسل‌های مختلف است که می‌تواند به صورت الکترونیکی تنظیم شود. SLM شامل آینه‌های ریز الکترومکانیکی یا اجزای کریستال مایع است. تصویر معمولاً توسط دوربین دستگاه شارژ همراه (CCD) بدست می‌آید.
هر یک از این کلاس‌های میکروسکوپ هم‌کانونی دارای مزایا و معایب خاصی هستند. اکثر سیستم‌ها یا برای سرعت ضبط (به عنوان مثال ضبط ویدئو) یا با وضوح مکانی بالا بهینه شده‌اند. میکروسکوپ‌های اسکن لیزری هم‌کانونی می‌توانند تراکم نمونه برداری قابل برنامه‌ریزی و وضوح بسیار بالایی داشته باشند در حالی که Nipkow و PAM از تراکم نمونه‌گیری ثابت تعریف شده توسط رزولوشن دوربین استفاده می‌کنند. نرخ فریم تصویربرداری برای سیستم‌های اسکن لیزری تک نقطه‌ای معمولاً کمتر از سیستم‌های چرخش دیسک یا PAM است. میکروسکوپ‌های هم‌کانونی دیسک چرخان تجاری نرخ فریم بیش از ۵۰ در ثانیه را به دست می‌آورند - این ویژگی مطلوب برای مشاهدات پویا مانند تصویربرداری سلول زنده است.
در عمل، Nipkow و PAM چندین سوراخ سوراخ را اسکن می‌کنند که همان منطقه را به‌طور موازی اسکن کند تا زمانی که سوراخ‌های سوراخ به اندازه کافی از هم فاصله داشته باشند.
در حال حاضر می‌توان با استفاده از چندین آینه اسکن میکروالکترومکانیکی، تصویربرداری میکروسکوپ اسکن لیزری هم‌کانونی، تصویربرداری بهتر از نرخ فیلمبرداری استاندارد (۶۰ فریم در ثانیه) را انجام داد.
تصویربرداری فلورسانس اشعه ایکس هم‌کانونی تکنیک جدیدتری است که امکان کنترل عمق را فراهم می‌کند، علاوه بر هدف‌گذاری افقی و عمودی، به عنوان مثال، هنگام تجزیه و تحلیل لایه‌های مدفون در یک نقاشی.

## افزایش رزولوشن
CLSM یک روش تصویربرداری اسکن است که در آن وضوح به دست آمده با مقایسه آن با روش اسکن دیگری مانند میکروسکوپ الکترونی روبشی (SEM) به بهترین وجهی توضیح داده می‌شود. CLSM این مزیت را دارد که نیازی به کاوش یک نانومتر از سطح نمونه نیست، مانند AFM یا STM، به عنوان مثال، جایی که تصویر با اسکن با نوک ظریف روی سطح بدست می‌آید. فاصله لنز هدف از سطح (که فاصله کار نامیده می‌شود) به‌طور معمول با میکروسکوپ نوری معمولی قابل مقایسه است. این از نظر طراحی نوری سیستم متفاوت است، اما فواصل کاری از صدها میکرومتر تا چندین میلیمتر معمول است.
در CLSM یک نمونه توسط یک منبع لیزری نقطه ای روشن می‌شود و هر عنصر حجمی با شدت پراکندگی یا فلورسانس گسسته در ارتباط است. در اینجا، اندازه حجم اسکن توسط اندازه نقطه (نزدیک به حد پراش) سیستم نوری تعیین می‌شود زیرا تصویر لیزر اسکن یک نقطه بینهایت کوچک نیست بلکه یک الگوی پراش سه بعدی است. اندازه این الگوی پراش و حجم کانونی که تعریف می‌کند توسط دیافراگم عددی عدسی هدف سیستم و طول موج لیزر مورد استفاده کنترل می‌شود. این را می‌توان به عنوان محدودیت رزولوشن کلاسیک میکروسکوپ‌های نوری معمولی با استفاده از روشنایی میدان وسیع مشاهده کرد. با این حال، با میکروسکوپ هم‌کانونی حتی می‌توان در حد تفکیک تکنیک‌های روشنایی میدان وسیع نیز پیشرفت کرد زیرا دیافراگم هم‌کانونی را می‌توان بسته کرد تا دستورات بالاتر الگوی پراش را از بین برد به عنوان مثال، اگر قطر سوراخ سوراخ روی ۱ واحد Airy تنظیم شود، تنها مرتبه اول الگوی پراش باعث می‌شود تا دیافراگم به آشکارساز برسد در حالی که سفارشات بالاتر مسدود شده‌است، بنابراین با هزینه اندکی کاهش روشنایی، وضوح را بهبود می‌بخشد. در مشاهدات فلورسانس، حد تفکیک میکروسکوپ هم‌کانونی اغلب توسط نسبت سیگنال به نویز ناشی از تعداد کمی فوتون موجود در میکروسکوپ فلورسانس محدود می‌شود. می‌توان با استفاده از آشکارسازهای حساس تر یا با افزایش شدت منبع نقطه لیزر روشن، این اثر را جبران کرد. افزایش شدت لیزر روشنایی باعث سفید شدن بیش از حد یا صدمه دیگر به نمونه مورد نظر می‌شود، به خصوص برای آزمایش‌هایی که در آن مقایسه روشنایی فلورسانس مورد نیاز است. هنگام تصویربرداری از بافتهایی که به‌طور متفاوت انکسار می‌شوند، مانند مزوفیل اسفنجی برگ گیاهان یا سایر بافتهای حاوی فضای هوا، انحرافات کروی که کیفیت تصویر مخلوط را مختل می‌کنند اغلب مشخص می‌شوند. چنین انحرافاتی می‌تواند با نصب نمونه‌هایی در پرفلوئوروکربن‌های نوری شفاف و غیر سمی مانند پرفلوئورودکالین، که به راحتی در بافت‌ها نفوذ می‌کند و دارای ضریب شکست تقریباً یکسان با آب است، به میزان قابل توجهی کاهش یابد.

## موارد استفاده
CLSM به‌طور گسترده‌ای در رشته‌های مختلف علوم زیستی، از زیست‌شناسی سلولی و ژنتیک گرفته تا میکروبیولوژی و زیست‌شناسی رشد، مورد استفاده قرار می‌گیرد. همچنین در اپتیک کوانتوم و تصویربرداری نانو کریستال و طیف‌سنجی استفاده می‌شود.

### زیست‌شناسی و پزشکی

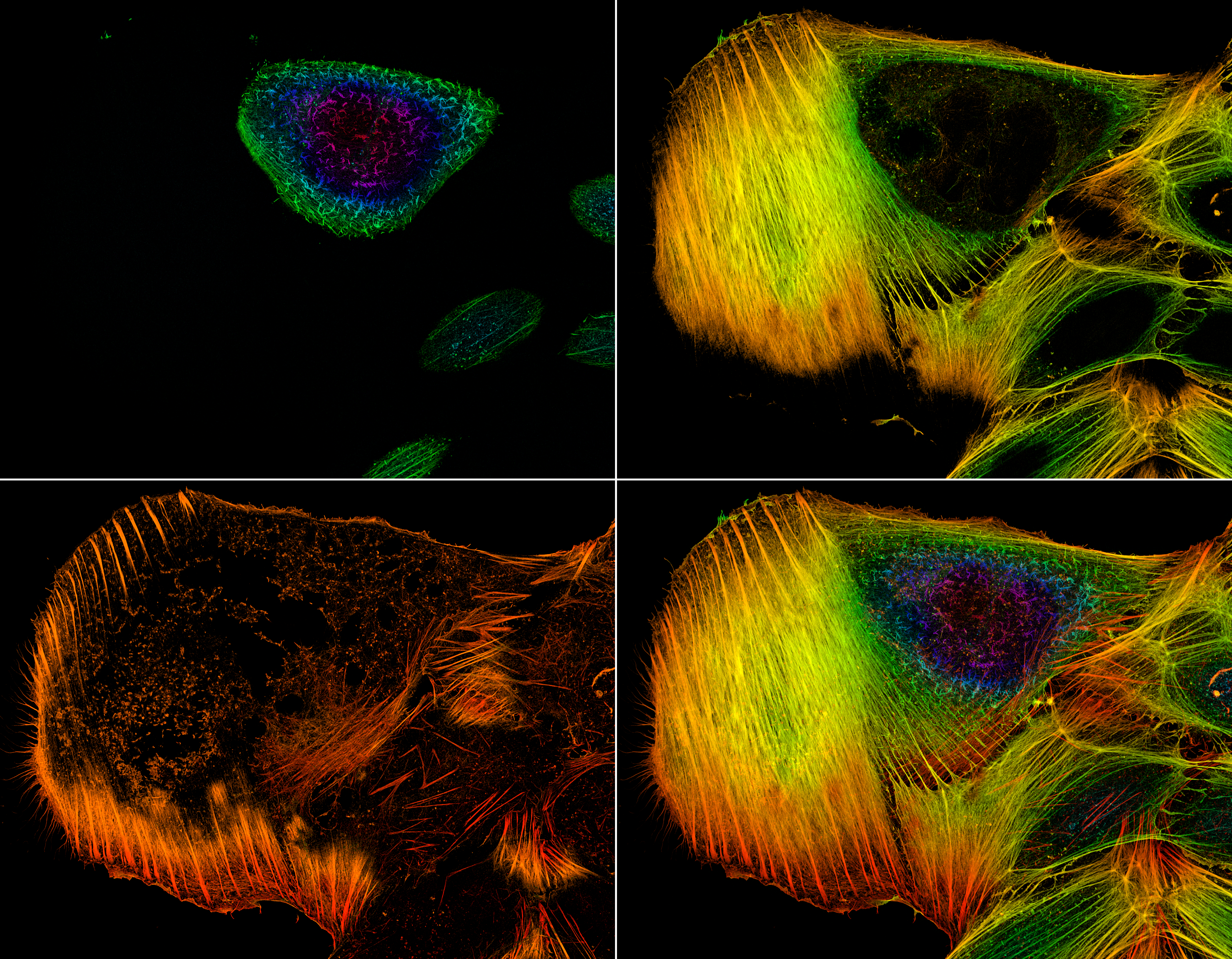
نمونه ای از پشته تصاویر میکروسکوپ هم‌کانونی که توزیع رشته‌های اکتین را در سراسر سلول نشان می‌دهد.

از نظر بالینی، CLSM در ارزیابی بیماریهای مختلف چشم مورد استفاده قرار می‌گیرد و به ویژه برای تصویربرداری، تجزیه و تحلیل کیفی و کمی سازی سلول‌های اندوتلیال قرنیه بسیار مفید است. این دارو برای محلی سازی و شناسایی وجود عناصر قارچی رشته‌ای در استروما قرنیه در موارد کراتومایکوزیس، تشخیص سریع و در نتیجه ایجاد درمان قطعی استفاده می‌شود. تحقیقات در مورد تکنیک‌های CLSM برای روشهای آندوسکوپی (آندومایکروسکوپی) نیز نویدبخش است. در صنعت داروسازی، برای کنترل کیفیت و یکنواختی توزیع دارو، توصیه می‌شود از فرایند ساخت فرم‌های دارویی فیلم نازک پیروی کنید. میکروسکوپ هم‌کانونی همچنین برای مطالعه بیوفیلم‌ها استفاده می‌شود - ساختارهای متخلخل پیچیده‌ای که زیستگاه ترجیحی میکروارگانیسم‌ها هستند. برخی از عملکردهای زمانی و مکانی بیوفیلم‌ها را می‌توان تنها با مطالعه ساختار آنها در مقیاس‌های خرد و مزو درک کرد. مطالعه ریز مقیاس برای تشخیص فعالیت و سازماندهی میکروارگانیسم‌های منفرد مورد نیاز است.

### اپتیک و کریستالوگرافی
CLSM به عنوان مکانیسم بازیابی اطلاعات در برخی از سیستم‌های ذخیره‌سازی داده‌های نوری سه بعدی استفاده می‌شود و به تعیین سن پاپیروس مگدالن کمک کرده‌است.

### حفاظت در برابر صدا
سیستم IRENE از میکروسکوپ هم‌کانونی برای اسکن نوری و بازیابی صوت آسیب دیده تاریخی استفاده می‌کند.

## انواع و پیشرفت‌ها

### بهبود وضوح محوری
عملکرد گسترش نقطه سوراخ سوراخ دار بیضی است، به شرط اینکه عرض آن چند برابر باشد. این وضوح محوری میکروسکوپ را محدود می‌کند. یکی از تکنیک‌های غلبه بر این میکروسکوپ 4Pi است که در آن نورهای تابشی یا تابشی اجازه دارند از بالا و پایین نمونه تداخل کنند تا حجم بیضی را کاهش دهند. یک روش جایگزین میکروسکوپ تتا هم‌کانونی است. در این تکنیک مخروط نور تابان و نور تشخیص داده شده با یکدیگر زاویه دارند (بهترین نتیجه وقتی عمود باشد). تقاطع توابع گسترش دو نقطه حجم نمونه مؤثر بسیار کمتری را ایجاد می‌کند. از این میکروسکوپ روشنایی تک صفحه تکامل یافته‌است. علاوه بر این، تجزیه انحلال ممکن است با استفاده از یک تابع گسترش نقطه‌ای تجربی مشتق شده برای حذف نور تمرکز، بهبود کنتراست در هر دو صفحه محوری و جانبی استفاده شود.

### وضوح فوق‌العاده
انواع هم‌کانونی وجود دارد که به تفکیک زیر حد پراش مانند میکروسکوپ کاهش انتشار انتشار (STED) می‌رسند. علاوه بر این تکنیک، طیف گسترده‌ای دیگر از تکنیک‌های با وضوح فوق‌العاده دیگر (مبتنی بر عدم تداخل) مانند PALM , (d) STORM، سیم کارت و غیره در دسترس است. همه آنها مزایای خاص خود را دارند مانند سهولت استفاده، وضوح و نیاز به تجهیزات خاص، بافر یا فلوروفور.

### عملکرد در دمای پایین
برای تصویربرداری از نمونه‌ها در دماهای پایین، از دو روش اصلی استفاده شده‌است که هر دو بر اساس معماری میکروسکوپ هم‌کانونی اسکن لیزری هستند. یک روش استفاده از کریستات جریان مداوم است: فقط نمونه در دمای پایین است و از طریق یک پنجره شفاف به صورت نوری پرداخته می‌شود. رویکرد ممکن دیگر وجود بخشی از اپتیک (به ویژه هدف میکروسکوپ) در یک مخزن ذخیره‌سازی برودتی است. این رویکرد دوم، اگرچه دست و پا گیرتر است، اما ثبات مکانیکی بهتری را تضمین می‌کند و از تلفات ناشی از پنجره جلوگیری می‌کند.

## تصاویر

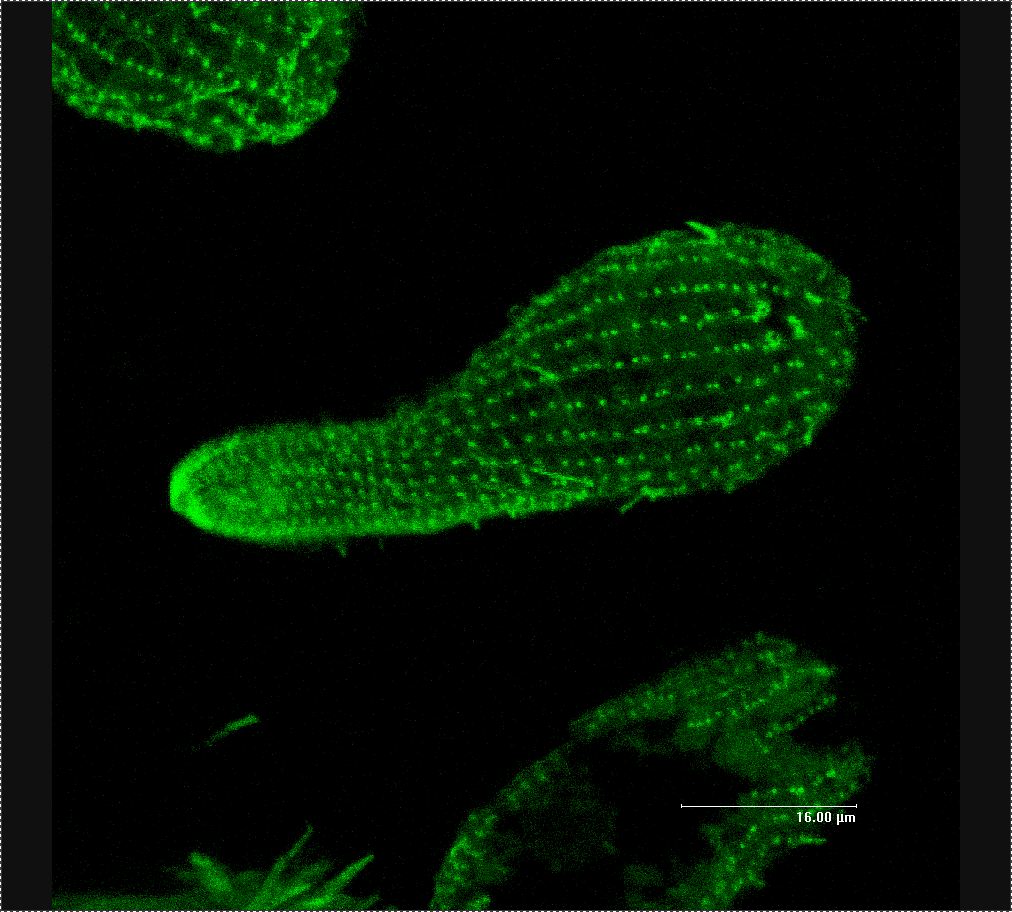
β-توبولین در تتراهیمنا (یک پروتوزوآ مژه دار).
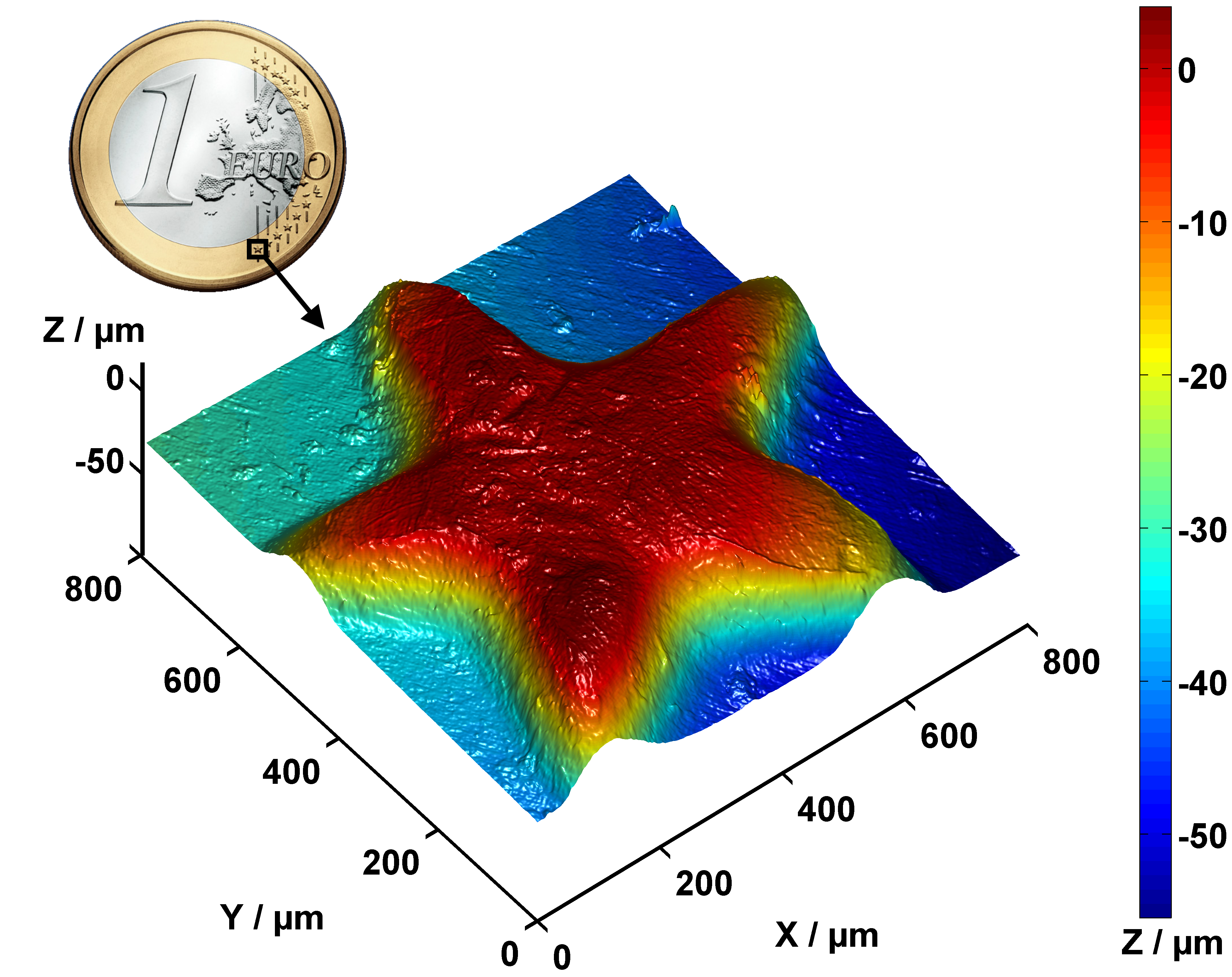
مشخصات سطح جزئی سکه ۱ یورویی ، اندازه‌گیری شده توسط میکروسکوپ کانفوکال دیسک Nipkow.
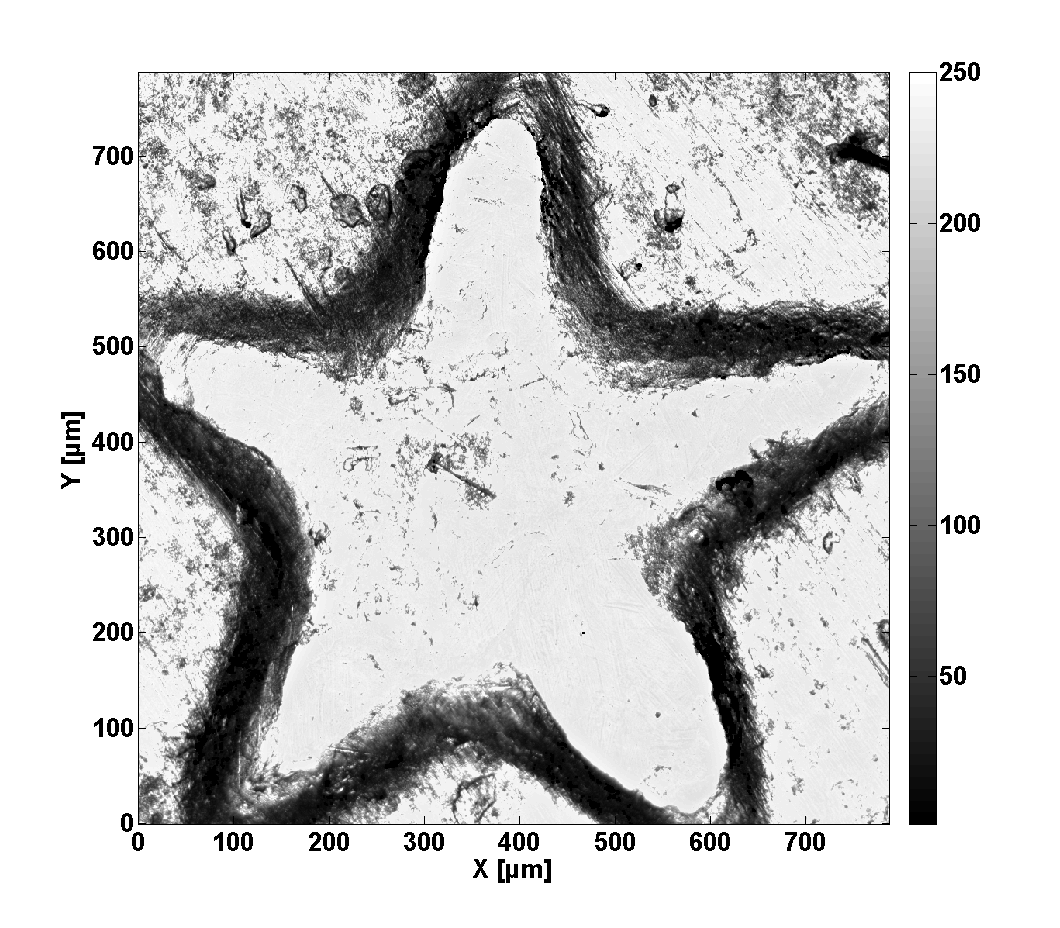
داده‌های بازتاب برای سکه ۱ یورویی.
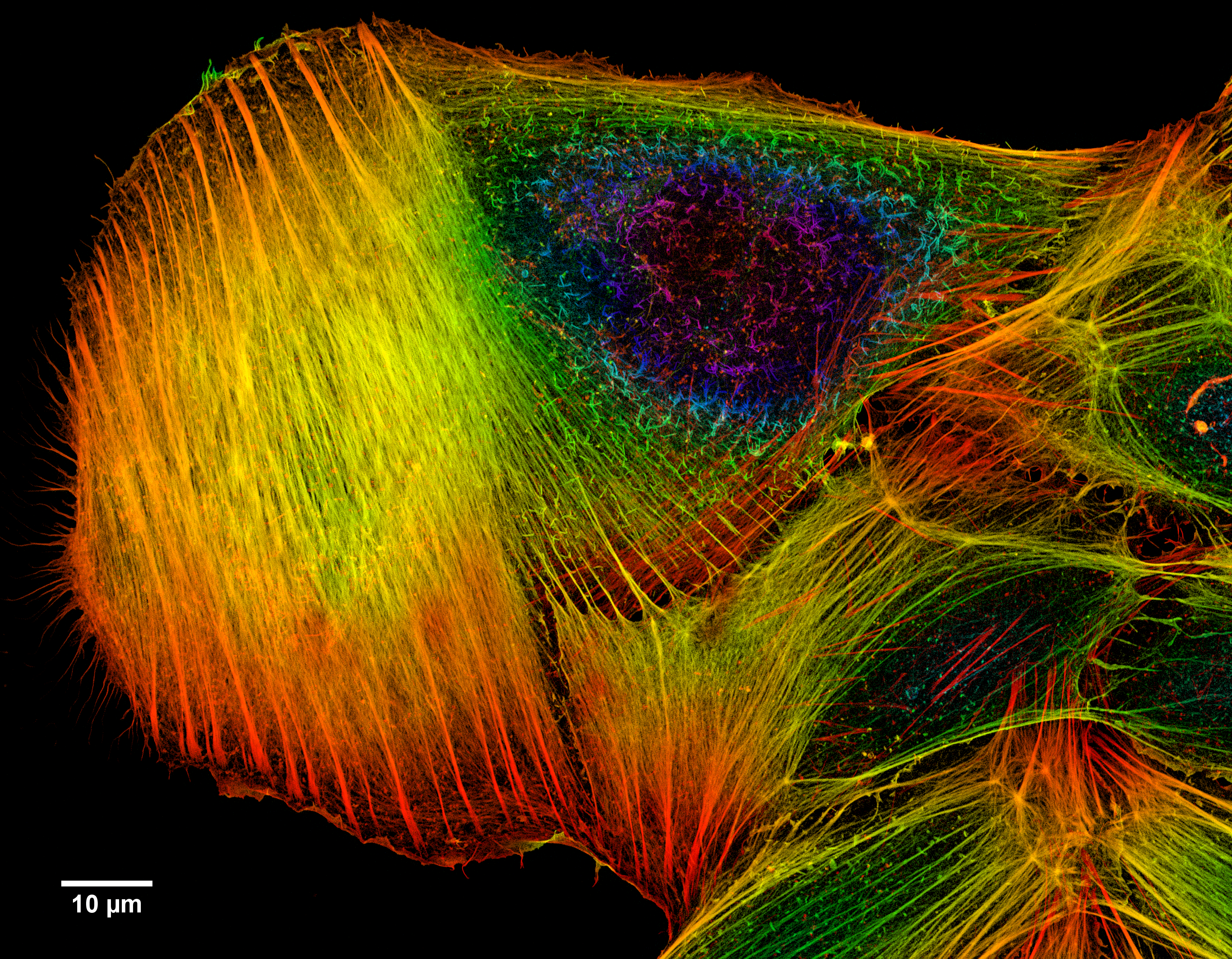
تصویری کدگذاری شده از رشته‌های اکتین در سلول سرطانی .
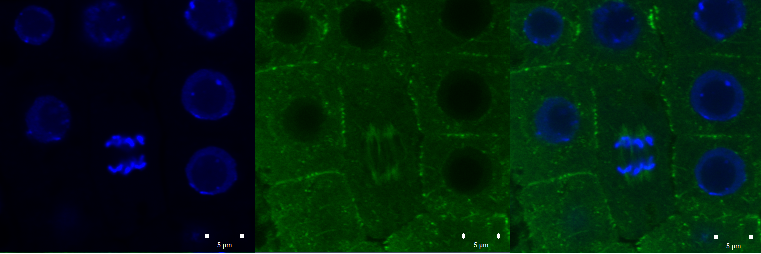
سیگنال سبز از آنتی بادی ضد توبولین متصل به الکسا فلوئور ۴۸۸) و هسته‌ها (سیگنال آبی از DNA آغشته به DAPI) در سلولهای مریستم ریشه Arabidopsis thaliana 4 روزه (Col-0). نوار مقیاس: 5 هوم

## تاریخ

### آغاز کار: ۱۹۴۰–۱۹۵۷

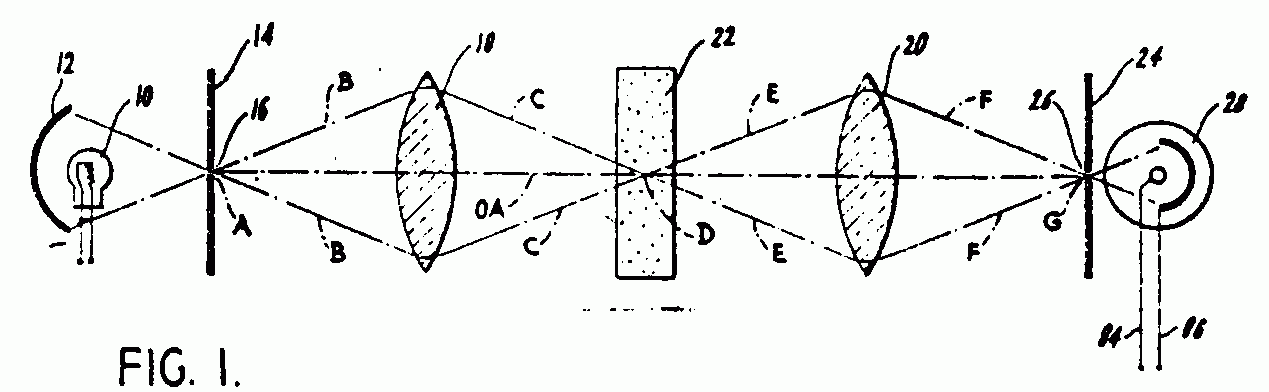
طرحی از برنامه ثبت اختراع مینسکی که نشان دهنده اصل انتقال میکروسکوپ اسکن هم‌کانونی است که وی ساخته‌است.

در سال ۱۹۴۰ هانس گلدمن، چشم‌پزشک در برن، سوئیس، یک سیستم لامپ شکاف برای مستند کردن معاینات چشم ایجاد کرد. برخی از نویسندگان بعدی این سیستم را اولین سیستم نوری متمرکز می‌دانند.
در سال 1943 Zyun Koana یک سیستم متضاد منتشر کرد. یک شکل در این نشریه مسیر پرتوی انتقال متناوب را نشان می‌دهد.
در سال ۱۹۵۱ هیروتو ناورا، یکی از همکاران Koana، یک میکروسکوپ هم‌کانونی را در مجله Science برای اسپکتروفتومتری توصیف کرد.
اولین میکروسکوپ اسکن هم‌کانونی توسط ماروین مینسکی در سال ۱۹۵۵ ساخته شد و حق ثبت اختراع در سال ۱۹۵۷ ثبت شد. اسکن نقطه روشنایی در صفحه کانونی با حرکت دادن مرحله به دست آمد. هیچ نشریه علمی ارسال نشده و هیچ تصویری که با آن ساخته شده باشد، حفظ نشده‌است.

### میکروسکوپ اسکن متوالی

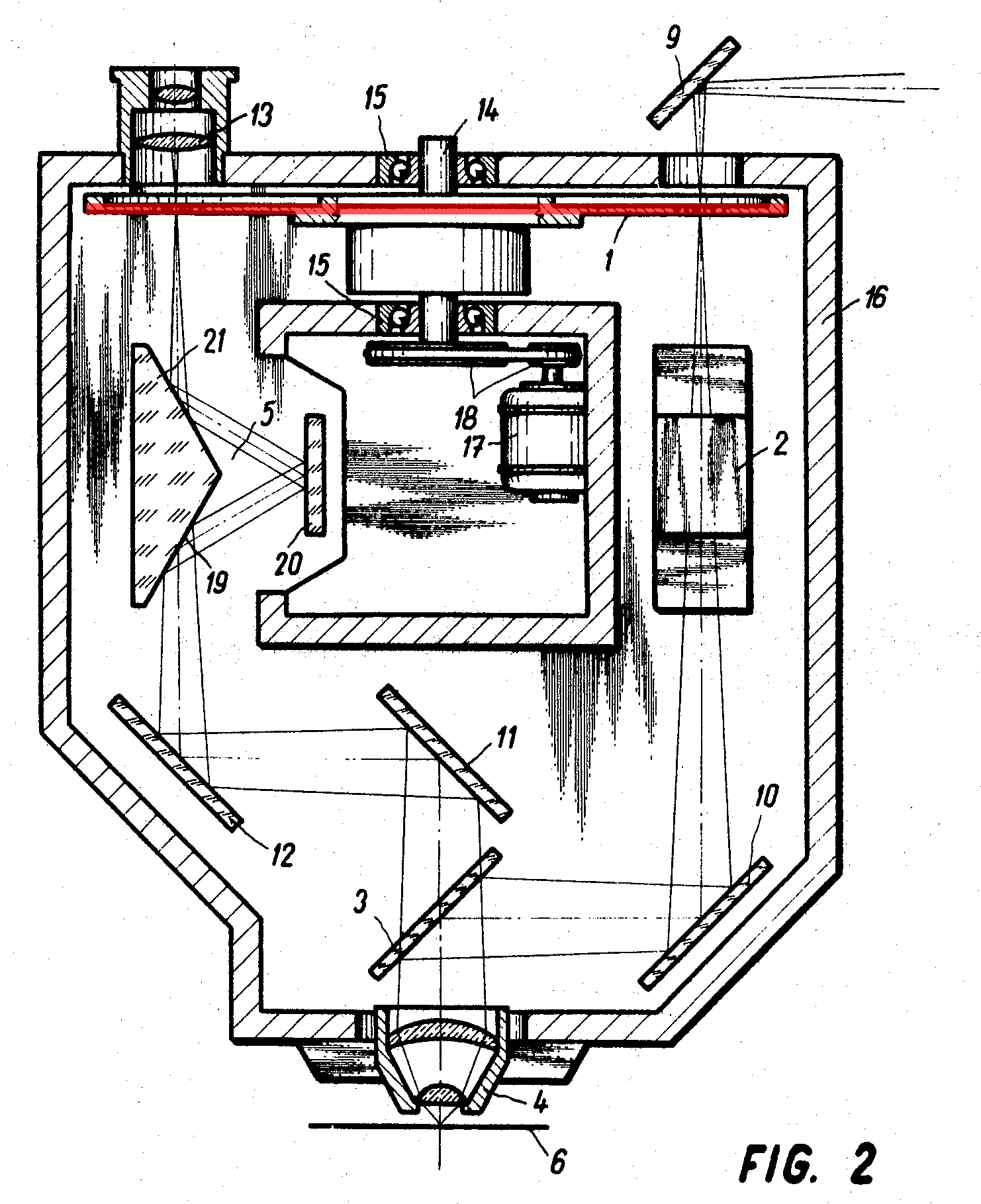
طرح میکروسکوپ پشت سر هم اسکن پتراش. نوار قرمز برای نشان دادن Nipkow-Disk اضافه شد.

در دهه ۱۹۶۰، موخیر پتراش چکسلواکی از دانشکده پزشکی دانشگاه چارلز در Plzeň میکروسکوپ Tandem-Scanning-Microsope را تهیه کرد، اولین میکروسکوپ هم‌کانونی تجاری توسط یک شرکت کوچک در چکسلواکی و در ایالات متحده توسط Tracor-North (بعداً نوران) فروخته شد و از دیسک Nipkow چرخان برای تولید سوراخهای تحریک و انتشار چندگانه استفاده کرد.
حق ثبت اختراع چکسلواکی توسط پتراش و میلان هادراوسکی، همکار چکسلواکی در سال ۱۹۶۶ ثبت شد. اولین نشریه علمی با داده‌ها و تصاویر تولید شده توسط این میکروسکوپ در سال ۱۹۶۷ در مجله Science منتشر شد که نویسنده آن M. David Egger از دانشگاه ییل و پتراش بود. به عنوان پاورقی در این مقاله ذکر شده‌است که پتراش میکروسکوپ را طراحی کرده و بر ساخت آن نظارت داشته‌است و وی تا حدی «همکار تحقیقاتی» در ییل بوده‌است. انتشار دوم از سال ۱۹۶۸ تئوری و جزئیات فنی این ابزار را توصیف می‌کند و Hadravský و Robert Galambos، رئیس گروه در ییل، به عنوان نویسندگان دیگر. در سال ۱۹۷۰ حق ثبت اختراع ایالات متحده اعطا شد. در سال ۱۹۶۷ ثبت شد.

### ۱۹۶۹: اولین میکروسکوپ اسکن لیزری هم‌کانونی
در سال ۱۹۶۹ و ۱۹۷۱، M. David Egger و Paul Davidovits از دانشگاه ییل، دو مقاله را منتشر کردند که اولین میکروسکوپ اسکن لیزری هم‌کانونی را توصیف می‌کند. این یک اسکنر نقطه بود، یعنی فقط یک نقطه روشنایی ایجاد شد. برای مشاهده بافت عصبی از میکروسکوپ epi-Illumination-reflection استفاده کرد. یک ۵ مگاوات هلیم-نئون-لیزر با طول موج ۶۳۳ نانومتر توسط یک آینه نیمه شفاف به سمت هدف منعکس شد. هدف یک لنز ساده با فاصله کانونی ۸٫۵ بود میلی‌متر بر خلاف تمام سیستم‌های قبلی و بعدی، این نمونه با حرکت این لنز اسکن شد (اسکن عینی)، منجر به حرکت نقطه کانونی می‌شود. نور منعکس شده به آینه نیمه شفاف بازگشت، قسمت منتقل شده توسط لنز دیگری روی سوراخ پین هول تشخیصی متمرکز شد که در پشت آن یک لوله نوری قرار گرفته بود. سیگنال توسط CRT اسیلوسکوپ تجسم می‌یابد، اشعه کاتد همزمان با هدف حرکت می‌کند. دستگاه ویژه ای اجازه ساخت عکس‌های پولاروید را داشت که سه مورد از آنها در انتشار ۱۹۷۱ نشان داده شد.
نویسندگان در مورد رنگهای فلورسنت برای تحقیقات in vivo حدس می‌زنند. استیو بائر، در آن زمان دانشجوی دکترا در دانشکده پزشکی آلبرت انیشتین در شهر نیویورک که یک میکروسکوپ اسکن خط متمرکز ساخت، حق ثبت اختراع مینسکی را ذکر کردند، دلیل پیشنهاد استفاده از لیزر با «میکروسکوپ مینسکی» و از گالامبوس، هادراوسکی و پتراش برای بحث‌هایی که منجر به تولید میکروسکوپ آنها شد، تشکر می‌کنیم. انگیزه پیشرفت آنها این بود که در میکروسکوپ Tandem-Scanning - فقط بخشی از 10 − 7 از نور در تولید تصویر در قطعه چشم شرکت می‌کند؛ بنابراین، کیفیت تصویر برای بیشتر تحقیقات بیولوژیکی کافی نبود.

### ۱۹۷۷–۱۹۸۵: اسکنرهای نقطه ای با لیزر و اسکن مرحله‌ای
در سال ۱۹۷۷ کالین JR Sheppard و Amarjyoti Choudhury، آکسفورد، انگلستان، تجزیه و تحلیل نظری میکروسکوپ‌های هم‌کانونی و اسکن لیزر را منتشر کردند. این احتمالاً اولین نشریه‌ای است که از اصطلاح «میکروسکوپ هم‌کانونی» استفاده می‌کند.
در سال ۱۹۷۸، برادران کریستوف کرمر و توماس کرمر طرحی را برای میکروسکوپ لیزری اسکن متمرکز با استفاده از تحریک فلورسنت با فوکوس خودکار الکترونیکی منتشر کردند. آنها همچنین با استفاده از هولوگرام "۴π-point" یک روشنایی نقطه لیزر را پیشنهاد کردند. این طرح CLSM برای اولین بار روش اسکن لیزری را با تشخیص سه بعدی اشیا biological بیولوژیکی برچسب خورده با نشانگرهای فلورسنت ترکیب کرده‌است.
در سال ۱۹۷۸ و ۱۹۸۰، گروه آکسفورد در اطراف کالین شپارد و تونی ویلسون یک میکروسکوپ هم‌کانونی با نور لیزر epi، اسکن مرحله و لوله‌های چند برابر کننده نوری را به عنوان ردیاب توصیف کردند. مرحله می‌تواند در امتداد محور نوری (محور z) حرکت کند، و به بخش‌های سریال نوری اجازه می‌دهد.
در سال ۱۹۷۹ فرد براکنهوف و همکاران نشان دادند که مزایای نظری تقسیم نوری و بهبود وضوح تصویربرداری در عمل قابل دستیابی است. در سال ۱۹۸۵ این گروه اولین کسانی بودند که تصاویر قانع‌کننده‌ای را که بر روی میکروسکوپ مخفی گرفته شده و قادر به پاسخگویی به س questionsالات بیولوژیکی بودند، منتشر کردند. اندکی پس از آن، گروه‌های بیشتری برای پاسخگویی به س scientificالات علمی که تا آن زمان به دلیل محدودیت‌های تکنولوژیک، همچنان یک معما باقی‌مانده بودند، از میکروسکوپ هم‌کانونی استفاده کردند.
در سال 1983 IJ Cox و C. Sheppard از آکسفورد اولین کار را منتشر کردند که به موجب آن میکروسکوپ هم‌کانونی توسط کامپیوتر کنترل می‌شود. اولین میکروسکوپ اسکن لیزری تجاری، اسکنر مرحله ای SOM-25 توسط آکسفورد Optoelectronics (پس از چندین بار تصاحب توسط BioRad) از سال ۱۹۸۲ ارائه شد. این بر اساس طراحی گروه آکسفورد بود.

### از سال ۱۹۸۵: اسکنرهای لیزری با اسکن پرتو
در اواسط دهه ۱۹۸۰، ویلیام بردشاو آموس و جان گراهام وایت و همکارانش که در آزمایشگاه زیست‌شناسی مولکولی در کمبریج کار می کردند، اولین میکروسکوپ اسکن اشعه متمرکز را ساختند. نمونه بر روی پایه در حال حرکت قرار نداشت، در عوض نقطه روشنایی متحرک بود، و امکان دستیابی سریعتر به تصویر را فراهم می‌کرد: چهار تصویر در هر ثانیه با ۵۱۲ خط. تصاویر میانی با بزرگنمایی بسیار بزرگ، به دلیل وجود یک مسیر پرتو به طول ۱–۲ متر، اجازه استفاده از دیافراگم عنبیه چشم معمولی را به عنوان «سوراخ سوزنی یا پین هول»، با قطر ۱ میلی‌متر اولین میکروگراف‌ها با قرار گرفتن در معرض طولانی مدت فیلم قبل از افزودن دوربین دیجیتال گرفته شده‌اند. بهبود بیشتر باعث بزرگنمایی آماده‌سازی برای اولین بار شد. Zeiss، Leitz و Cambridge Instruments هیچ علاقه‌ای به تولید تجاری نداشتند. شورای تحقیقات پزشکی (MRC) سرانجام حمایت از تولید نمونه اولیه را انجام داد. این طرح توسط Bio-Rad خریداری شد، با کنترل رایانه اصلاح و به عنوان 'MRC 500' تجاری شد. بعداً جانشین MRC 600 مبنای توسعه اولین میکروسکوپ دو فوتونی-فلورسنت بود که در سال ۱۹۹۰ در دانشگاه کرنل ساخته شد.
تحولات در مؤسسه فناوری سلطنتی استکهلم Institute KTH استکهلم تقریباً در همان زمان منجر به ایجاد یک CLSM تجاری توسط شرکت سوئدی Sarastro شد. این سرمایه‌گذاری در سال ۱۹۹۰ توسط Molecular Dynamics خریداری شد، اما در نهایت CLSM متوقف شد. در آلمان، هایدلبرگ اینسترومنتس، که در سال ۱۹۸۴ تأسیس شد، یک CLSM ایجاد کرد که در ابتدا بیشتر برای کاربردهای صنعتی بود تا زیست‌شناسی. این ساز در سال ۱۹۹۰ توسط لایکا لازرتکنیک تحقیقات لیزر شرکت لایکا تحویل گرفته شد. زایس پیش از این یک میکروسکوپ اسکن لیزری در نقطه پرواز غیر هم‌کانونی در بازار داشت که به یک کانکس تبدیل شده‌است. در گزارشی از سال ۱۹۹۰، به برخی از تولیدکنندگان هم‌کانونی اشاره شده‌است: Sarastro , Technical Instrument , Meridian Instruments , Bio-Rad , Leica , Tracor-North و Zeiss.
در سال ۱۹۸۹، Fritz Karl Preikschat، به همراه پسرش Ekhard Preikschat، میکروسکوپ دیود لیزر روبشی را برای تجزیه و تحلیل اندازه ذرات اختراع کرد. او و ایکارد پریکشات برای تجاری سازی لازنتک با هم تأسیس کردند. در سال ۲۰۰۱، لازنتک توسط متلر تولدو خریداری شد. از آنها بیشتر در صنعت داروسازی استفاده می‌شود تا کنترل درجا فرایند تبلور را در سیستم‌های تصفیه بزرگ انجام دهند.

## اطلاعات بیشتر
- Charge modulation spectroscopy
- Deconvolution
- Fluorescence microscope
- Focused ion beam
- Focus stacking
- Laser scanning confocal microscopy
- Live cell imaging
- Microscope objective lens
- Microscope slide
- Optical microscope
- Optical sectioning
- Photodetector
- Point spread function
- Stimulated emission depletion microscope
- Super-resolution microscopy
- Total internal reflection fluorescence microscope (TIRF)

- میکروسکوپ تحریک دو فوتونی: اگرچه آنها از یک فناوری مرتبط استفاده می‌کنند (هر دو میکروسکوپ اسکن لیزری هستند)، میکروسکوپ‌های فلورسانس چند فوتونی میکروسکوپ‌های کاملاً هم‌کانونی نیستند. اصطلاح هم‌کانونی از وجود دیافراگم در صفحه کانونی مزدوج (هم‌کانونی) ناشی می‌شود. این دیافراگم معمولاً در میکروسکوپ‌های چند فوتونی وجود ندارد.